# Asprocottus minor
Asprocottus minor är en fiskart som beskrevs av Valentina Grigorievna Sideleva 2001. Asprocottus minor ingår i släktet Asprocottus och familjen Abyssocottidae. Inga underarter finns listade.